# Rohaniella pygela
Rohaniella pygela är en fjärilsart som beskrevs av Druce 1886. Rohaniella pygela ingår i släktet Rohaniella och familjen påfågelsspinnare. Inga underarter finns listade.